# Maciej Wieloch
Maciej Wieloch – polski dyrygent chórów, kierownik artystyczny i dyrygent Chóru Chłopięco-Męskiego Poznańskie Słowiki.

## Życiorys
Maciej Wieloch jest absolwentem poznańskiej Akademii Muzycznej. W 1980 roku uzyskał dyplom z wyróżnieniem Państwowej Wyższej Szkoły Muzycznej w klasie śpiewu solowego w klasie prof. Henryka Łukaszaka. Trzy lata później otrzymał drugi dyplom z wyróżnieniem tej samej poznańskiej uczelni, w klasie dyrygentury symfonicznej profesorów: Stefana Stuligrosza i Renarda Czajkowskiego.
Pracę podjął w Teatrze Wielkim im. Stanisława Moniuszki w Poznaniu. Jako chórmistrz, w latach 1984–1996 przygotował operowy chór do ponad 50 premier. W roku 1995 został dyrygentem Opery Poznańskiej. Jego sukcesy artystyczne to m.in. kierownictwo muzyczne premiery Poławiacze pereł Bizeta, a także przyjętego z wielkim uznaniem Wesela Figara Mozarta, Cyrulika sewilskiego Rossiniego, Traviaty i Trubadura Verdiego, Borysa Godunowa Musorgskiego, Madame Butterfly Pucciniego, czy Strasznego dworu Moniuszki.
Prowadził balety: Greka Zorbę Theodorakisa, Sylfidy do muzyki Chopina, Giselle Adama, Szeherezady Rimskiego-Korsakowa, Trójkątnego kapelusza de Falli czy Popołudnia fauna Debussy’ego. Dyrygował zespołem Opery Poznańskiej na festiwalach i podczas gościnnych występów w Niemczech, Belgii, Luksemburgu i we Francji.
Równolegle wykładał w Akademii Muzycznej w Poznaniu. W rodzimej uczelni przygotował wiele studenckich spektakli operowych i koncertów.

### Poznańskie Słowiki
W maju 1965 roku zdał on egzamin do Poznańskich Słowików. Został w chórze Stefana Stuligrosza sopranistą, nauczył się świetnie czytać nuty, poznał tajemnice wielkiej muzyki. Śpiewał z chórem w znaczących salach koncertowych i odwiedził wiele zakątków świata. Był solistą koncertów oratoryjnych. W 1979 roku Stefan Stuligrosz zaproponował, by został jego asystentem i II dyrygentem Chóru Chłopięcego i Męskiego Filharmonii Poznańskiej. Przez długie lata pomagał profesorowi podczas prób, dyrygował wieloma koncertami. Po śmierci Stefana Stuligrosza w czerwcu 2012 roku zgodnie z jego wolą został mianowany szefem artystycznym tego zespołu.
Maciej Wieloch wraz z chórem Poznańskie Słowiki przygotował i wykonał wiele dzieł oratoryjnych, wśród których należy wymienić Requiem Ruttera, Te Deum Kurpińskiego, Missa pro pace Kilara, Missa solemnis Beethovena, Litanię Loretańską, Requiem i Mszę koronacyjną Mozarta, Chichester Psalms Leonarda Bernsteina, Glorię Vivaldiego, Paukenmesse Haydna i Requiem Faurégo. Przygotowuje nowe dzieła oratoryjne, prezentuje muzykę chóralną a cappella, nagrywa płyty, czym kontynuuje chóralne tradycje Stefana Stuligrosza.

## Odznaczenia i wyróżnienia
- Odznaka honorową „Za zasługi dla województwa wielkopolskiego” (2019)[3]
- Brązowy Medal „Zasłużony Kulturze Gloria Artis” (2015)[4]
- Krzyż Kawalerski Orderu Odrodzenia Polski (2010)[5]